# Tro Håb Afghanistan
Tro Håb Afghanistan er en dansk dokumentarserie i fem afsnit fra 2013 instrueret af Jens Pedersen efter manuskript af Jens Pedersen og Taj Mohammad Bakhtari.

## Afsnit
Obs! Afsnittene er oplistet i alfabetisk rækkefølge. Tilføj gerne afsnitsnumre og første sendedage.
| # | Titel                | Første sendedag |
| --- | -------------------- | --------------- |
| | "Asadaghas hjerte"   |                 |
| I 2008 blev Asadaghas forældre dræbt i familiens hjem af amerikanske soldater, der havde fået at vide, at der boede terrorister i huset. Nu er Asadagha og hans to små søstre forældre- og hjemløse. De har boet hos deres onkel, men pludselig har han ikke råd til at huse dem længere. Men der skal mere til at slå de tapre søskende ud, og heldigvis åbner farens bedste ven, Massoud, sit hjem for dem.                  |                      |                 |
| | "Faridullahs fridag" |                 |
| Under de mange krige i Afghanistan er Faridullahs families hus ødelagt, og hans far har måttet låne penge til familiens overlevelse. Sammen med sin far arbejder den intelligente og ambitiøse Faridullah på den lokale murstensfabrik, så familien kan blive gældfri. Han er ikke bange for at byde chefen trods, når uretfærdigheder indtræffer.                                                                             |                      |                 |
| | "Laylas melodi"      |                 |
| Layla har ikke set sin mor i fire år. Hendes far blev dræbt i krigen, og fattigdom tvang Layla på børnehjem i Kabul. Her er hun dog glad for at være, for det betyder, at hun kan gå i skole og få lov til at spille musik, som hun elsker. Men pludselig er der bud fra landsbyen om, at moren kommer på besøg, og straks begynder Layla at overveje, om det måske er for at tage hende hjem til landsbyen for at blive gift. |                      |                 |
| | "Machgans vilje"     |                 |
| Machgans far er narkoman, og derfor kan han ikke arbejde og forsørge sin familie. Det er Machgan og hendes mor nødt til at gøre, selvom Machgan har en ufravigelig drøm om at komme i skole og blive lærer. Machgan synes, at det er uretfærdigt, at hun ikke kan forfølge sine drømme, bare fordi hendes far er misbruger, og en dag træffer hun og moren en vigtig beslutning om fremtiden.                                  |                      |                 |
| | "Walis ven"          |                 |
| Ud over at gå i skole er Wali fra Kabul nødt til at tjene penge, så hans familie kan betale husleje og få mad på bordet. Han drømmer om at blive tegner, men det er svært, når det meste af tiden må gå med at tjene penge. Sammen med sin veninde drager han ud i Kabuls gader med sin vægt, for han har ikke råd til at købe tyggegummi og sælge det.                                                                        |                      |                 |